# Camponotus rufus
Camponotus rufus är en myrart som beskrevs av W. C. Crawley 1925. Camponotus rufus ingår i släktet hästmyror, och familjen myror. Inga underarter finns listade.